# Juan Constantino Quaranta
Juan Constantino Quaranta fue un militar argentino, perteneciente al Ejército Argentino, que alcanzó la jerarquía de general de brigada. Ocupó la dirección de la Secretaría de Inteligencia del Estado (SIDE) durante las presidencias de facto de Eduardo Lonardi y Pedro Eugenio Aramburu en la década de 1950.
Por otro lado, durante la presidencia de Arturo Frondizi, se desempeñó como Embajador de la Argentina en Bélgica.

## Carrera
Egresado del Colegio Militar de la Nación, de la misma promoción que Pedro Eugenio Aramburu. En aquellos años conoció a Eduardo Lonardi, con quien mantendría una extensa amistad. 
Ostentando la jerarquía de mayor, logró ser designado durante la presidencia de Juan Domingo Perón como interventor de Ferrocarriles Argentinos en la década de 1940. Su designación, aparentemente, se debió a que Perón acordó entregarle la conducción de ciertas áreas estatales a personas allegadas al dirigente radical Amadeo Sabattini, cuyo hermano Pablo, estaba vinculado a Quaranta.
Pese a todo, ferviente antiperonista, participó de la Revolución Libertadora y, siendo teniente coronel, fue designado a la recién creada Secretaría de Inteligencia del Estado, organismo que venía a reemplazar a la Oficina de Informaciones que había creado Perón en 1946. Delineó al nuevo organismo como un ente de represión de peronistas, siendo recordado por un asalto, contrario al derecho internacional, de la embajada de Haití en Buenos Aires, para lograr la detención de Raúl Tanco en 1956, entre otras figuras que habían intentado un levantamiento contra el gobierno de Pedro Eugenio Aramburu. Dicha acción generó una enérgica protesta del gobierno haitiano, a través de su embajador, Jean Brierre, quien luego logró la liberación de los detenidos. Es señalado como el artífice de la campaña de «desperonización» que llevó adelante la Revolución Libertadora.
En 1957 fue asesinado el abogado Marcos Satanowsky, hecho que despertó una extensa investigación periodística publicada en 1958 en la revista Mayoría por Rodolfo Walsh. Dicha investigación, así como también investigaciones judiciales subsiguientes, determinaron que el asesinato había sido ordenado por el mismo Quaranta. Sin embargo, nunca fue condenado por tal crimen.
Durante la presidencia de Arturo Frondizi fue designado embajador en Bélgica. Su designación, en 1958, se motivó con la intención de evitar cualquier proceso penal contra Quaranta, que podría haber enervado al sector castrense.